# Seznam medailistek na mistrovství Evropy ve volném stylu
Toto je seznam medailistek na mistrovství Evropy v zápasu ve volném stylu žen.

## Bantamová váha
| Rok     | Limit | Zlato                   | Stříbro                 | Bronz                        | Bronz                   |
| ------- | ----- | ----------------------- | ----------------------- | ---------------------------- | ----------------------- |
| ME 1993 | 50 kg | Lilija Islamovová       | Anžela Belousová        | Anna Gomisová                | Anna Gomisová           |
| ME 1996 | 50 kg | Jelena Jegošinová       | Tanja Sauterová         | Joanna Urbańská              | Joanna Urbańská         |
| ME 2002 | 48 kg | Inga Karamčakovová      | Brigitte Wagnerová      | Angélique Berthenetová       | Angélique Berthenetová  |
| ME 2003 | 48 kg | Brigitte Wagnerová      | Lilija Kaskarakovová    | Angélique Berthenetová       | Angélique Berthenetová  |
| ME 2004 | 48 kg | Iryna Merleniová        | Brigitte Wagnerová      | Myrsini Kolonisová           | Myrsini Kolonisová      |
| ME 2005 | 48 kg | Lorisa Óržaková         | Iwona Matkowská         | Anne Deluntschová            | Fani Psathasová         |
| ME 2006 | 48 kg | Lilija Kaskarakovová    | Fani Psathasová         | Francine De Paolaová         | Cristina Croitoruová    |
| ME 2007 | 48 kg | Lorisa Óržaková         | Francine De Paolaová    | Sofia Mattssonová            | Brigitte Wagnerová      |
| ME 2008 | 48 kg | Marija Stadnyková       | Vanessa Boubryemmová    | Oleksandra Kohutová          | Iwona Matkowská         |
| ME 2009 | 48 kg | Marija Stadnyková       | Estera Dobreová         | Sarianne Savolaová           | Lilija Kaskarakovová    |
| ME 2010 | 48 kg | Lorisa Óržaková         | Jana Stadnyková         | Melanie Lesaffreová          | Iwona Matkowská         |
| ME 2011 | 48 kg | Marija Stadnyková       | Chrystyna Daranucová    | Iwona Matkowská              | Cristina Croitoruová    |
| ME 2012 | 48 kg | Ljudmila Balušková      | Estera Dobreová         | Jacqueline Schellinová       | Marina Vilmovová        |
| ME 2013 | 48 kg | Valerija Čepsarakovová  | Jana Stadnyková         | Jacqueline Schellinová       | Patimat Bagomedovová    |
| ME 2014 | 48 kg | Marija Stadnyková       | Natalija Pulkovská      | Fredrika Peterssonová        | Naděžda Fjodorovová     |
| ME 2015 | 48 kg | Marija Stadnyková       | Elica Jankovová         | Iwona Matkowská              | Valentina Islamová      |
| ME 2016 | 48 kg | Marija Stadnyková       | Alina Vucová            | Elica Jankovová              | Marina Markevičová      |
| ME 2017 | 48 kg | Marija Stadnyková       | Ilona Semkivová         | Frederika Peterssonová       | Alina Vucová            |
| ME 2018 | 50 kg | Marija Stadnyková       | Alina Vucová            | Evin Demirhanová             | Milana Dadaševová       |
| ME 2019 | 50 kg | Oksana Livačová         | Miglena Selišká         | Xenija Stankevičová          | Evin Demirhanová        |
| ME 2020 | 50 kg | Miglena Selišká (BUL)   | Oksana Livačová (UKR)   | Xenija Stankevičová (BLR)    | Milana Dadaševová (RUS) |
| ME 2021 | 50 kg | Marija Stadnyková (AZE) | Miglena Selišková (BUL) | Jekatěrina Poleščuková (RUS) | Anna Łukasiak (POL)     |
| ME 2022 | 50 kg | Evin Demirhanová (TUR)  | Miglena Selishka (BUL)  | Alina Vuc (ROU)              | Anna Łukasiak (POL)     |

## Pérová váha
| Rok     | Limit | Zlato                     | Stříbro                     | Bronz                    | Bronz                       |
| ------- | ----- | ------------------------- | --------------------------- | ------------------------ | --------------------------- |
| ME 1993 | 53 kg | Jelena Jegošinová         | Tetjana Antonovová          | Agnès Cannaová Ferinaová | Agnès Cannaová Ferinaová    |
| ME 1996 | 53 kg | Anna Gomisová             | Angela Lattanziová          | Olga Smirnovová          | Olga Smirnovová             |
| ME 1997 | 51 kg | Jelena Jegošinová         | Tanja Sauterová             | Angélique Berthenetová   | Angélique Berthenetová      |
| ME 1998 | 51 kg | Jelena Jegošinová         | Tanja Sauterová             | Angélique Berthenetová   | Angélique Berthenetová      |
| ME 1999 | 51 kg | Marta Wojtanowská         | Jelena Jegošinová           | Tanja Sauterová          | Tanja Sauterová             |
| ME 2000 | 51 kg | Olga Smirnovová           | Ida Hellströmová            | Inessa Rebarová          | Inessa Rebarová             |
| ME 2001 | 51 kg | Sofia Pumburidisová       | Natalja Guščinová           | Aljona Karajčevová       | Aljona Karajčevová          |
| ME 2002 | 51 kg | Olga Smirnovová           | Ida Hellströmová            | Inessa Rebarová          | Inessa Rebarová             |
| ME 2003 | 51 kg | Natalja Karamčakovová     | Ida Hellströmová            | Alexandra Engelhardtová  | Alexandra Engelhardtová     |
| ME 2004 | 51 kg | Inessa Rebarová           | Ida Hellströmová            | Aljona Karajčevová       | Aljona Karajčevová          |
| ME 2005 | 51 kg | Iryna Merleniová          | Natalja Smirnovová          | Vanessa Boubryemmová     | Ana-Maria Pavălová          |
| ME 2006 | 51 kg | Vanessa Boubryemmová      | Alexandra Engelhardtová     | Natalja Smirnovová       | Oleksandra Kohut            |
| ME 2007 | 51 kg | Zamira Rachmanovová       | Estera Dobreová             | Emese Barkaová           | María del Mar Serrano       |
| ME 2008 | 51 kg | Anna Trusovová            | Sofia Mattssonová           | Tiina Ylinenová          | Julija Blahyňová            |
| ME 2009 | 51 kg | Jekatěrina Krasnovová     | Emese Szabóvá               | Julija Blahyňová         | Francine De Paolaová        |
| ME 2010 | 51 kg | Sofia Mattssonová         | Estera Dobreová             | Oleksandra Kohut         | Alexandra Engelhardtová     |
| ME 2011 | 51 kg | Julija Blahyňová          | Estera Dobreová             | Natalia Buduová          | Jekatěrina Krasnovová       |
| ME 2012 | 51 kg | Iwona Matkowská           | Oleksandra Kohut            | Alexandra Engelhardtová  | Jekatěrina Krasnovová       |
| ME 2013 | 51 kg | Roksana Zasinová          | Estera Dobreová             | Jekatěrina Krasnovová    | Julija Blahyňová            |
| ME 2014 | 53 kg | Marija Gurovová           | Maria Prevolarakisová       | Natalia Buduová          | Ana-Maria Pavălová          |
| ME 2015 | 53 kg | Anžela Doroganová         | Roksana Zasinová            | Merve Kengerová          | Nadežda Šušková             |
| ME 2016 | 53 kg | Sofia Mattssonová         | Irina Kuračkinová           | Nina Hemmerová           | Julija Blahyňová            |
| ME 2017 | 53 kg | Vanessa Kolodinská        | Natalija Malyševová         | Nina Hemmerová           | Maria Prevolarakisová       |
| ME 2018 | 53 kg | Stalvira Oršušová         | Vanessa Kolodinská          | Maria Prevolarakisová    | Katarzyna Krawczyková       |
| ME 2019 | 53 kg | Stalvira Oršušová         | Lilja Horišná               | Vanessa Kolodinská       | Jessica Blaszková           |
| ME 2020 | 53 kg | Vanessa Kolodinská (BLR)  | Jessica Blaszková (NED)     | Annika Wendleová (GER)   | Stalvira Oršušová (RUS)     |
| ME 2021 | 53 kg | Olga Chorošavcevová (RUS) | Maria Prevolarakisová (GRE) | Iulia Leordaová (MDA)    | Annika Wendleová (GER)      |
| ME 2022 | 53 kg | Jonna Malmgrenová (SWE)   | Maria Prevolarakisová (GRE) | Iulia Leordaová (MDA)    | Katarzyna Krawczyková (POL) |

## Lehká váha
| Rok     | Limit | Zlato                     | Stříbro                    | Bronz                     | Bronz                     |
| ------- | ----- | ------------------------- | -------------------------- | ------------------------- | ------------------------- |
| ME 1993 | 57 kg | Natalja Vinogradovová     | Oksana Lapšinová           | —                         | —                         |
| ME 1996 | 57 kg | Sara Erikssonová          | Lene Aanesová              | Natalija Ivanovová        | Natalija Ivanovová        |
| ME 1997 | 56 kg | Anna Gomisová             | Lene Aanesová              | Sara Erikssonová          | Sara Erikssonová          |
| ME 1998 | 56 kg | Anna Gomisová             | Sara Erikssonová           | Diletta Giampiccolová     | Diletta Giampiccolová     |
| ME 1999 | 56 kg | Anna Gomisová             | Sara Erikssonová           | Tetjana Lazarevová        | Tetjana Lazarevová        |
| ME 2000 | 56 kg | Sara Erikssonová          | Natalija Ivašková          | Anna Gomisová             | Anna Gomisová             |
| ME 2001 | 56 kg | Tetjana Lazarevová        | Ida-Theres Nerellová       | Konstantina Dzivanakisová | Konstantina Dzivanakisová |
| ME 2002 | 55 kg | Tetjana Lazarevová        | Ida-Theres Nerellová       | Gudrun Høieová            | Gudrun Høieová            |
| ME 2003 | 55 kg | Natalija Golcová          | Sofia Pumburidisová        | Sylwia Bileńská           | Sylwia Bileńská           |
| ME 2004 | 55 kg | Ida-Theres Nerellová      | Tetjana Lazarevová         | Natalja Karamčakovová     | Natalja Karamčakovová     |
| ME 2005 | 55 kg | Natalija Golcová          | Anna Gomisová              | Sylwia Bileńská           | Marija Jegorovová         |
| ME 2006 | 55 kg | Natalija Golcová          | Ludmila Cristeaová         | Anna Gomisová             | Johanna Mattssonová       |
| ME 2007 | 55 kg | Natalija Golcová          | Natalija Synyšynová        | Anna Gomisová             | Sofia Pumburidisová       |
| ME 2008 | 55 kg | Natalija Golcová          | Ludmila Cristeaová         | Sofia Pumburidisová       | Tetjana Lazarevová        |
| ME 2009 | 55 kg | Natalija Synyšynová       | Aljona Filipovová          | Natalja Smirnovová        | Ana-Maria Pavălová        |
| ME 2010 | 55 kg | Anastasija Grigorijevová  | Natalija Golcová           | Agata Pietrzyková         | Ana-Maria Pavălová        |
| ME 2011 | 55 kg | Ida-Theres Nerellová      | Ludmila Cristeaová         | Marija Gurovová           | Katarzyna Krawczyková     |
| ME 2012 | 55 kg | Natalija Synyšynová       | Sofia Mattssonová          | Marija Gurovová           | Ana-Maria Pavălová        |
| ME 2013 | 55 kg | Sofia Mattssonová         | Maria Prevolarakisová      | Iryna Husjaková           | Emese Barkaová            |
| ME 2014 | 55 kg | Sofia Mattssonová         | Anna Zwirydowská           | Irina Ologonovová         | Mimi Christovová          |
| ME 2015 | 55 kg | Sofia Mattssonová         | Katarzyna Krawczyková      | Evelina Nikolovová        | Natalija Synyšinová       |
| ME 2016 | 55 kg | Irina Ologonovová         | Tetjana Kitová             | Roksana Zasinová          | Ramona Galambosová        |
| ME 2017 | 55 kg | Biljana Dudovová          | Jekatěrina Januškevičová   | Mathilde Rivièreová       | Aljona Kolesnyková        |
| ME 2018 | 55 kg | Irina Kuročkinová         | Roksana Zasinová           | Marija Gurovová           | Bediha Günová             |
| ME 2019 | 55 kg | Iryna Husjaková           | Evelina Nikolovová         | Andreea Anaová            | Bediha Günová             |
| ME 2020 | 55 kg | Olga Chorošavcevová (RUS) | Solomija Vynnyková (UKR)   | Bediha Günová (TUR)       | Sofia Mattssonová (SWE)   |
| ME 2021 | 55 kg | Stalvira Oršušová (RUS)   | Roksana Zasinová (POL)     | Krystyna Demková (UKR)    | Andreea Anaová (ROU)      |
| ME 2022 | 55 kg | Andreea Anaová (ROU)      | Oleksandra Khomenets (UKR) | Bediha Günová (TUR)       | Mariana Drăguțanová (MDA) |

## Lehká velterová váha
| Rok     | Limit | Zlato                   | Stříbro                  | Bronz                     | Bronz                    |
| ------- | ----- | ----------------------- | ------------------------ | ------------------------- | ------------------------ |
| ME 2014 | 58 kg | Valerija Žolobovová     | Iryna Netrebová          | Viktorija Bobevová        | Petra Olliová            |
| ME 2015 | 58 kg | Emese Barkaová          | Tetjana Lavrenčuková     | Elif Jale Yeşilırmaková   | Grace Bullenová          |
| ME 2016 | 58 kg | Natalija Synyšynová     | Grace Bullenová          | Hanna Vasylenková         | Mimi Christovová         |
| ME 2017 | 58 kg | Grace Bullenová         | Mariana Eșanuová         | Laura Mertensová          | Emese Barkaová           |
| ME 2018 | 57 kg | Biljana Dudovová        | Irina Ologonovová        | Aljona Kolesnyková        | Emese Barkaová           |
| ME 2019 | 57 kg | Emese Barkaová          | Tetjana Kitová           | Anastasia Nichitaová      | Alena Kolesnyková        |
| ME 2020 | 57 kg | Grace Bullenová (NOR)   | Alina Akobjanová (UKR)   | Johanna Lindborgová (SWE) | Irina Kuročkinová (BLR)  |
| ME 2021 | 57 kg | Irina Kuročkinová (BLR) | Angelina Łysaková (POL)  | Evelina Nikolovová (BUL)  | Alina Hrušynaová (UKR)   |
| ME 2022 | 57 kg | Alina Hrušynaová (UKR)  | Evelina Nikolovová (BUL) | Tamara Dollák (HUN)       | Sandra Paruszewski (GER) |

## Velterová váha
| Rok     | Limit | Zlato                      | Stříbro                   | Bronz                      | Bronz                     |
| ------- | ----- | -------------------------- | ------------------------- | -------------------------- | ------------------------- |
| ME 1993 | 61 kg | Zejnab Kazavatovová        | Eudokia Grigorisová       | Isabelle Dourtheová        | Isabelle Dourtheová       |
| ME 1996 | 61 kg | Nikola Hartmannová         | Anna Udyczová             | Elmira Mahammadovová       | Elmira Mahammadovová      |
| ME 2002 | 59 kg | Sara Erikssonová           | Monika Michaliková        | Christina Oertliová        | Christina Oertliová       |
| ME 2003 | 59 kg | Monika Michaliková         | Stefanie Stüberová        | Olha Kryhinová             | Olha Kryhinová            |
| ME 2004 | 59 kg | Helena Allandiová          | Sabrina Espositová        | Ljubov Volosovová          | Ljubov Volosovová         |
| ME 2005 | 59 kg | Ida-Theres Nerellová       | Audrey Prietová           | Julija Ratkevičová         | Diletta Giampiccolová     |
| ME 2006 | 59 kg | Ljubov Volosovová          | Stefanie Stüberová        | Marianna Sastinová         | Audrey Prietová           |
| ME 2007 | 59 kg | Ida-Theres Nerellová       | Marianna Sastinová        | Galina Legenkinová         | Anna Zwirydowská          |
| ME 2008 | 59 kg | Ida-Theres Nerellová       | Elvira Mursalovová        | Larisa Kanajevová          | Natalija Synyšynová       |
| ME 2009 | 59 kg | Johanna Mattssonová        | Iryna Charivová           | Julija Rekvavová           | Meryem Selloumová         |
| ME 2010 | 59 kg | Sona Ahmadliová            | Tajbe Yuseinová           | Meryem Selloumová          | Marianna Sastinová        |
| ME 2011 | 59 kg | Julija Ratkevičová         | Georgiana Paicová         | Olha Butkevyčová           | Hanna Vasylenková         |
| ME 2012 | 59 kg | Hanna Vasylenková          | Anastasija Grigorijeva    | Sona Ahmadliová            | Ludmila Cristeaová        |
| ME 2013 | 59 kg | Anastasija Gučoková        | Žargalma Cyrenovová       | Tetjana Lavrenčuková       | Hafize Şahinová           |
| ME 2014 | 60 kg | Johanna Mattssonová        | Hafize Şahinová           | Olha Butkevyčová           | Tajbe Yuseinová           |
| ME 2015 | 60 kg | Marianna Sastinová         | Svetlana Lipatovová       | Veronika Ivanovová         | Tajbe Yuseinová           |
| ME 2016 | 60 kg | Petra Olliová              | Oksana Herhelová          | Julija Proncevičová        | Julija Ratkevičová        |
| ME 2017 | 60 kg | Ljubov Ovčarovová          | Anastasija Grigorjevová   | Johanna Mattssonová        | Tetjana Omelčenková       |
| ME 2018 | 59 kg | Elif Jale Yeşilırmaková    | Mimi Christovová          | Svetlana Lipatovová        | Tetjana Omelčenková       |
| ME 2019 | 59 kg | Biljana Dudovová           | Svetlana Lipatovová       | Elif Jale Yeşilırmaková    | Elmira Gambarovová        |
| ME 2020 | 59 kg | Anastasia Nichitaová (MDA) | Biljana Dudovová (BUL)    | Ljubov Ovčarovová (RUS)    | Anhelina Lysaková (UKR)   |
| ME 2021 | 59 kg | Biljana Dudovová (BUL)     | Veronika Čumikovová (RUS) | Anastasia Nichitaová (MDA) | Kateryna Žydačevská (ROU) |
| ME 2022 | 59 kg | Anastasia Nichitaová (MDA) | Jowita Wrzesień (POL)     | Elena Bruggerová (GER)     |                           |

## Lehká střední váha
| Rok     | Limit | Zlato                    | Stříbro                  | Bronz                    | Bronz                     |
| ------- | ----- | ------------------------ | ------------------------ | ------------------------ | ------------------------- |
| ME 2018 | 62 kg | Tajbe Juseinová          | Inna Tražukovová         | Veronika Ivanovová       | Ilona Prokopevňuková      |
| ME 2019 | 62 kg | Tajbe Juseinová          | Aurora Campagnaová       | Marianna Sastinová       | Tetjana Omelčenková       |
| ME 2020 | 62 kg | Julija Tkačová (UKR)     | Inna Tražukovová (RUS)   | Tajbe Juseinová (BUL)    | Tetjana Omelčenková (AZE) |
| ME 2021 | 62 kg | Iryna Koljadenková (UKR) | Marianna Sastinová (HUN) | Veronika Ivanovová (BLR) | Katarzyna Mądrowská (POL) |
| ME 2022 | 62 kg | Tajbe Juseinová (BUL)    | Luisa Niemesch (GER)     | Natalia Kubaty (POL)     | Ilona Prokopevniuk (UKR)  |

## Střední váha
| Rok     | Limit | Zlato                    | Stříbro                | Bronz                       | Bronz                    |
| ------- | ----- | ------------------------ | ---------------------- | --------------------------- | ------------------------ |
| ME 1993 | 65 kg | Elmira Kurbanovová       | Sylvie Thoméová        | Nathalie Zengaffinnenová    | Nathalie Zengaffinnenová |
| ME 1996 | 65 kg | Małgorzata Bassová       | Elmira Kurbanovová     | Sandra Gronertová           | Sandra Gronertová        |
| ME 1997 | 62 kg | Nikola Hartmannová       | Natalja Vinogradovová  | Lise Legrandová             | Lise Legrandová          |
| ME 1998 | 62 kg | Nikola Hartmannová       | Stéphanie Großová      | Lene Aanesová               | Lene Aanesová            |
| ME 1999 | 62 kg | Nikola Hartmannová       | Małgorzata Bassová     | Diletta Giampiccolová       | Diletta Giampiccolová    |
| ME 2000 | 62 kg | Nikola Hartmannová       | Gudrun Annette Høieová | Natalija Ivanovová          | Natalija Ivanovová       |
| ME 2001 | 62 kg | Małgorzata Bassová       | Natalija Ivanovová     | Lene Aanesová               | Lene Aanesová            |
| ME 2002 | 65 kg | Małgorzata Bassová       | Lene Aanesová          | Darija Nazarovová           | Darija Nazarovová        |
| ME 2003 | 63 kg | Lene Aanesová            | Nikola Hartmannová     | Sara Erikssonová            | Sara Erikssonová         |
| ME 2004 | 63 kg | Aljona Kartašovová       | Stéphanie Großová      | Sara Erikssonová            | Sara Erikssonová         |
| ME 2005 | 63 kg | Monika Michaliková       | Olga Čilková           | Nikola Hartmannová          | Mihaela Sadoveanuová     |
| ME 2006 | 63 kg | Aljona Kartašovová       | Monika Michaliková     | Nikola Hartmannová          | Agoro Papavasilisová     |
| ME 2007 | 63 kg | Stefanie Stüberová       | Aljona Kartašovová     | Monika Michaliková          | Hanna Vasylenková        |
| ME 2008 | 63 kg | Aljona Kartašovová       | Olga Čilková           | Monika Michaliková          | Marianna Sastinová       |
| ME 2009 | 63 kg | Monika Michaliková       | Aljona Kartašovová     | Henna Johanssonová          | Stefanie Stüberová       |
| ME 2010 | 63 kg | Ljubov Volosovová        | Audrey Prietová        | Julija Ostapčuková          | Elina Vasevová           |
| ME 2011 | 63 kg | Julija Ostapčuková       | Tajbe Juseinová        | Inna Tražukovová            | Olesja Zamulová          |
| ME 2012 | 63 kg | Julija Ostapčuková       | Natalija Smirnovová    | Monika Michaliková          | Elif Jale Yeşilırmaková  |
| ME 2013 | 63 kg | Anastasija Grigorijevová | Monika Michaliková     | Anna Beljajevová            | Hanna Vasylenková        |
| ME 2014 | 63 kg | Anastasija Grigorijevová | Marija Mamašuková      | Julija Ostapčuková          | Džanan Manolovová        |
| ME 2015 | 63 kg | Valerija Lazinská        | Julija Tkačová         | Anastasija Grigorijevová    | Marija Mamašuková        |
| ME 2016 | 63 kg | Anastasija Grigorijevová | Julija Tkačová         | Inna Tražukovová            | Marianna Sastinová       |
| ME 2017 | 63 kg | Monika Michaliková       | Tajbe Juseinová        | Sara Da Colová              | Julija Tkačová           |
| ME 2018 | 65 kg | Petra Olliová            | Elis Manolovová        | Henna Johanssonová          | Kristina Fedorašková     |
| ME 2019 | 65 kg | Elis Manolová            | Kriszta Inczeová       | Petra Olliová               | Marija Kuzněcovová       |
| ME 2020 | 65 kg | Mimi Christovová (BUL)   | Elis Manolová (AZE)    | Iryna Koljadenková (UKR)    | Marija Kuzněcovová (RUS) |
| ME 2021 | 65 kg | Irina Rîngaciová (MDA)   | Tetjana Ryžková (UKR)  | Aleksandra Wólczyńská (POL) | Kriszta Inczeová (ROU)   |
| ME 2022 | 65 kg | Tetjana Ryžková (UKR)    | Elis Manolová (AZE)    | Kriszta Inczeová (ROU)      |                          |

## Lehká těžká váha
| Rok     | Limit | Zlato                    | Stříbro                       | Bronz                      | Bronz                   |
| ------- | ----- | ------------------------ | ----------------------------- | -------------------------- | ----------------------- |
| ME 1993 | 70 kg | Natalija Lazarenková     | Evangelia Nikoluová           | Svitlana Jaškinovová       | Svitlana Jaškinovová    |
| ME 1996 | 70 kg | Nina Englichová          | Jevgenija Osypenková          | Lise Legrandová            | Lise Legrandová         |
| ME 1997 | 68 kg | Anna Udyczová            | Nina Englichová               | Nina Strasserová           | Nina Strasserová        |
| ME 1998 | 68 kg | Ewelina Pruszková        | Galina Ivanovová              | Elmira Kurbanovová         | Elmira Kurbanovová      |
| ME 1999 | 68 kg | Lise Legrandová          | Ewelina Pruszková             | Anita Schätzleová          | Anita Schätzleová       |
| ME 2000 | 68 kg | Lise Legrandová          | Anita Schätzleová             | Anna Šamovová              | Anna Šamovová           |
| ME 2001 | 68 kg | Natalija Gavrilovová     | Lise Legrandová               | Anita Schätzleová          | Anita Schätzleová       |
| ME 2002 | 67 kg | Lise Legrandová          | Anita Schätzleová             | Anna Šamovová              | Anna Šamovová           |
| ME 2003 | 67 kg | Lise Legrandová          | Valerija Zlatovová            | Ewelina Pruszková          | Ewelina Pruszková       |
| ME 2004 | 67 kg | Kateryna Burmistrovová   | Lise Legrandová               | Svetlana Martyněnková      | Svetlana Martyněnková   |
| ME 2005 | 67 kg | Kateryna Burmistrovová   | Jelena Perepjolkinová         | Lise Legrandová            | Teresa Méndezová        |
| ME 2006 | 67 kg | Jelena Perepjolkinová    | Kristīne Odriņaová            | Agnieszka Wieszczeková     | Irina Cirkovičová       |
| ME 2007 | 67 kg | Anna Polovněvová         | Kateryna Burmistrovová        | Maria Müllerová            | Irina Cirkovičová       |
| ME 2008 | 67 kg | Marijana Kvijatkovská    | Natalija Kuksinová            | Anna Beljajevová           | Lise Golliot-Legrand    |
| ME 2009 | 67 kg | Kateryna Burmistrovová   | Zumrud Gurbanhadžijevová      | Ralica Ivanovová           | Julija Bartnovská       |
| ME 2010 | 67 kg | Nadija Semencovová       | Kateryna Burmistrovová        | Aljona Kartašovová         | Irina Cirkovičová       |
| ME 2011 | 67 kg | Nadija Semencovová       | Alina Stadnyk-Machyňová       | Yvonne Englichová          | Anna Saveňová           |
| ME 2012 | 67 kg | Henna Johanssonová       | Alla Čerkasovová              | Džanan Manolovová          | Nadija Semencovová      |
| ME 2013 | 67 kg | Alina Stadnyk-Machyňová  | Iljana Kratyšová              | Aline Fockenová            | Svetlana Babuškinová    |
| ME 2014 | 69 kg | Natalja Vorobjovová      | Iljana Kratyšová              | Laura Skujiņová            | Alina Stadnyk-Machyňová |
| ME 2015 | 69 kg | Alina Stadnyk-Machyňová  | Iljana Kratyšová              | Natalja Vorobjovová        | Aline Fockenová         |
| ME 2016 | 69 kg | Marija Mamašuková        | Iljana Kratyšová              | Buse Tosunová              | Alina Stadnyk-Machyňová |
| ME 2017 | 69 kg | Anastasija Bratčikovová  | Marija Mamašuková             | Alla Čerkasovová           | Koumba Larroqueová      |
| ME 2018 | 68 kg | Anastasija Bratčikovová  | Koumba Larroqueová            | Buse Tosunová              | Martina Kuenzová        |
| ME 2019 | 68 kg | Alla Čerkasovová         | Adéla Hanzlíčková             | Jenny Franssonová          | Anastasija Grigorjevová |
| ME 2020 | 68 kg | Chanum Velijevová (RUS)  | Dalma Canevaová (ITA)         | Danutė Domikaitisová (LTU) | Alla Čerkasovová (UKR)  |
| ME 2021 | 68 kg | Koumba Larroqueová (FRA) | Chanum Velijevová (RUS)       | Alina Berežná (UKR)        | Adéla Hanzlíčková (CZE) |
| ME 2022 | 68 kg | Irina Rîngaciová (MDA)   | Pauline Lecarpentierová (FRA) | Alla Belinska (UKR)        | Natalia Strzałka (POL)  |

## Polotěžká váha
| Rok     | Limit | Zlato                     | Stříbro                 | Bronz                    | Bronz                         |
| ------- | ----- | ------------------------- | ----------------------- | ------------------------ | ----------------------------- |
| ME 2018 | 72 kg | Jenny Fransson            | Anastasija Zimjankovová | Cynthia Vescanová        | Alexandra Anghelová           |
| ME 2019 | 72 kg | Alina Berežná (UKR)       | Anna Schellová (GER)    | Taťjana Morozovová (RUS) | Taťjana Morozovová (RUS)      |
| ME 2020 | 72 kg | Natalja Vorobjovová (RUS) | Maria Selmaierová (GER) | Cătălina Axenteová (ROU) | Alina Berežná (UKR)           |
| ME 2021 | 72 kg | Alla Belynská (UKR)       | Juliana Janevová (BUL)  | Dalma Canevaová (ITA)    | Jevgenija Zacharčenková (RUS) |
| ME 2022 | 72 kg | Anna Schellová (GER)      | Buse Tosunová (TUR)     | Kendra Dacherová (FRA)   | Yuliana Yaneva (BUL)          |

## Těžká váha
| Rok     | Limit | Zlato                     | Stříbro                   | Bronz                           | Bronz                           |
| ------- | ----- | ------------------------- | ------------------------- | ------------------------------- | ------------------------------- |
| ME 1993 | 75 kg | Jevgenija Osypenková      | Tetjana Komarnická        | Vanessa Civitová                | Vanessa Civitová                |
| ME 1996 | 75 kg | Vanessa Civitová          | Tetjana Komarnická        | Monika Kowalská                 | Monika Kowalská                 |
| ME 1997 | 75 kg | Monika Kowalská           | Tetjana Komarnická        | Anna Šamovová                   | Anna Šamovová                   |
| ME 1998 | 75 kg | Nina Englichová           | Tetjana Komarnická        | Monika Kowalská                 | Monika Kowalská                 |
| ME 1999 | 75 kg | Tetjana Komarnická        | Elvira Barrigová          | Elmira Kurbanovová              | Elmira Kurbanovová              |
| ME 2000 | 75 kg | Tetjana Komarnická        | Edyta Witkowská           | Zarife Yıldırımová              | Zarife Yıldırımová              |
| ME 2001 | 75 kg | Edyta Witkowská           | Svetlana Martyněnková     | Nina Englichová                 | Nina Englichová                 |
| ME 2002 | 72 kg | Svetlana Martyněnková     | Nina Englichová           | Svitlana Sajenková              | Svitlana Sajenková              |
| ME 2003 | 72 kg | Anita Schätzleová         | Kateřina Hálová           | Monika Kowalská                 | Monika Kowalská                 |
| ME 2004 | 72 kg | Güzal Manijurovová        | Svitlana Sajenková        | Anna Wawrzycká                  | Anna Wawrzycká                  |
| ME 2005 | 72 kg | Anita Schätzleová         | Svetlana Martyněnková     | Vasilisa Marzaljuková           | Stanka Zlatevová                |
| ME 2006 | 72 kg | Stanka Zlatevová          | Svitlana Sajenková        | Anita Schätzleová               | Karine Šadojanová               |
| ME 2007 | 72 kg | Stanka Zlatevová          | Svitlana Sajenková        | Güzal Manijurovová              | Agnieszka Wieszczeková          |
| ME 2008 | 72 kg | Stanka Zlatevová          | Güzal Manijurovová        | Anita Schätzleová               | Jenny Franssonová               |
| ME 2009 | 72 kg | Stanka Zlatevová          | Aljona Starodubcevová     | Agnieszka Wieszczeková          | Svitlana Sajenková              |
| ME 2010 | 72 kg | Stanka Zlatevová          | Jekatěrina Bukinová       | Emma Webergová                  | Maider Undaová                  |
| ME 2011 | 72 kg | Kateryna Burmistrovová    | Vasilisa Marzaljuková     | Stanka Zlatevová                | Agnieszka Wieszczeková          |
| ME 2012 | 72 kg | Maja Erlandsenová         | Kateryna Burmistrovová    | Maider Undaová                  | Natalja Vorobjovová             |
| ME 2013 | 72 kg | Natalja Vorobjovová       | Maider Undaová            | Vasilisa Marzaljuková           | Kateryna Burmistrovová          |
| ME 2014 | 75 kg | Stanka Zlatevová          | Vasilisa Marzaljuková     | Jekatěrina Bukinová             | Kateryna Burmistrovová          |
| ME 2015 | 75 kg | Vasilisa Marzaljuková     | Jekatěrina Bukinová       | Maider Undaová                  | Svitlana Sajenková              |
| ME 2016 | 75 kg | Yasemin Adarová           | Aljona Starodubcevová     | Vasilisa Marzaljuková           | Alla Čerkasovová                |
| ME 2017 | 75 kg | Yasemin Adarová           | Zsanett Némethová         | Svitlana Sajenková              | Epp Mäeová                      |
| ME 2018 | 76 kg | Yasemin Adarová           | Jekatěrina Bukinová       | Vasilisa Marzaljuková           | Sabira Alijevová                |
| ME 2019 | 76 kg | Yasemin Adarová           | Martina Kuenzová          | Aline Fockenová                 | Zsanett Némethová               |
| ME 2020 | 76 kg | Jekatěrina Bukinová (RUS) | Yasemin Adarová (TUR)     | Aline Rotterová-Fockenová (GER) | Iselin Moenová Solheimová (NOR) |
| ME 2021 | 76 kg | Epp Mäeová (EST)          | Natalja Vorobjovová (RUS) | Aline Rotterová-Fockenová (GER) | Cynthia Vescanová (FRA)         |
| ME 2022 | 76 kg | Yasemin Adarová (TUR)     | Epp Mäeová (EST)          | Enrica Rinaldiová (ITA)         | Bernadett Nagyová (HUN)         |

## Ukončené disciplíny

### Papírová váha
| Rok     | Limit | Zlato                 | Stříbro           | Bronz              | Bronz |
| ------- | ----- | --------------------- | ----------------- | ------------------ | ----- |
| ME 1993 | 44 kg | Taťjana Karamčakovová | Ljubov Šupinovová | Oksana Nazarenková |       |
| ME 1996 | 44 kg | Svetlana Kolatirinová | Almuth Leitgebová | Julija Vojtovová   |       |

### Muší váha
| Rok     | Limit | Zlato                  | Stříbro          | Bronz                |
| ------- | ----- | ---------------------- | ---------------- | -------------------- |
| ME 1993 | 47 kg | Tetej Alibekovová      | Svitlana Odajová | Ulrike Böhmeová      |
| ME 1996 | 47 kg | Angélique Berthenetová | Olga Kosmaková   | Mette Barlieová      |
| ME 1997 | 46 kg | Farah Touchiová        | Mette Barlieová  | Lidija Karamčakovová |
| ME 1998 | 46 kg | Inga Karamčakovová     | Mette Barlieová  | Farah Touchiová      |
| ME 1999 | 46 kg | Inga Karamčakovová     | Julija Vojtovová | Farah Touchiová      |
| ME 2000 | 46 kg | Lidija Karamčakovová   | Farah Touchiová  | Kamelia Cekovová     |
| ME 2001 | 46 kg | Inga Karamčakovová     | Iryna Merleniová | Kamelia Cekovová     |